# Dziwaczek jalapa
Dziwaczek jalapa, dziwaczek peruwiański (Mirabilis jalapa) – gatunek byliny z rodziny nocnicowatych. Pochodzi z tropikalnego Meksyku, w Polsce jest uprawiany.

## Morfologia
PokrójSilnie rozgałęziająca się bylina (w Polsce uprawiana jest jako roślina jednoroczna), osiągająca wysokość 60–80 cm.
KwiatyDuże, zebrane w baldachogrona na szczycie pędów. Tworzące okrywę kwiatową podkwiatki są zielone, kielichowate. Okwiat rurkowaty, szeroko rozpostarty, złożony z 5 działek. W środku kwiatu pojedynczy słupek i 5 pręcików. Kwitnie od lipca do października, kwiaty o intensywnym, słodkim zapachu. Pojedyncza roślina może dawać kwiaty o różnym kolorze – od białego, przez żółty, do purpurowego. Również w trakcie kwitnienia kwiaty mogą zmieniać kolor. Rozwijają się dopiero po zachodzie słońca i są rozwarte przez całą noc. W 2005 r. hiszpańscy naukowcy odkryli niezwykłe zjawisko: płatki kwiatów, szczególnie żółtych wykazują właściwości fluorescencyjne. Zjawisko można zaobserwować w ultrafiolecie. Kwiaty otwierają się późnym popołudniem około godziny 16 i dlatego kwiat ten nazywany jest The four o'clock flower.
OwocOrzeszki otoczone okrywą kwiatową.

## Zastosowanie i uprawa
- Roślina ozdobna: Jest popularną rośliną ozdobną, ma zastosowanie jako roślina ogrodowa. Wyhodowano bardzo dużo odmian, w tym również o kwiatach prążkowanych, bardzo długich i miękko owłosionych. Lubi nasłonecznione stanowiska. Szczególnie nadaje się do obsadzania altan, gdyż nocą jej kwiaty ładnie pachną. Wysiewa się ją z nasion, jest łatwa w uprawie.

## Galeria

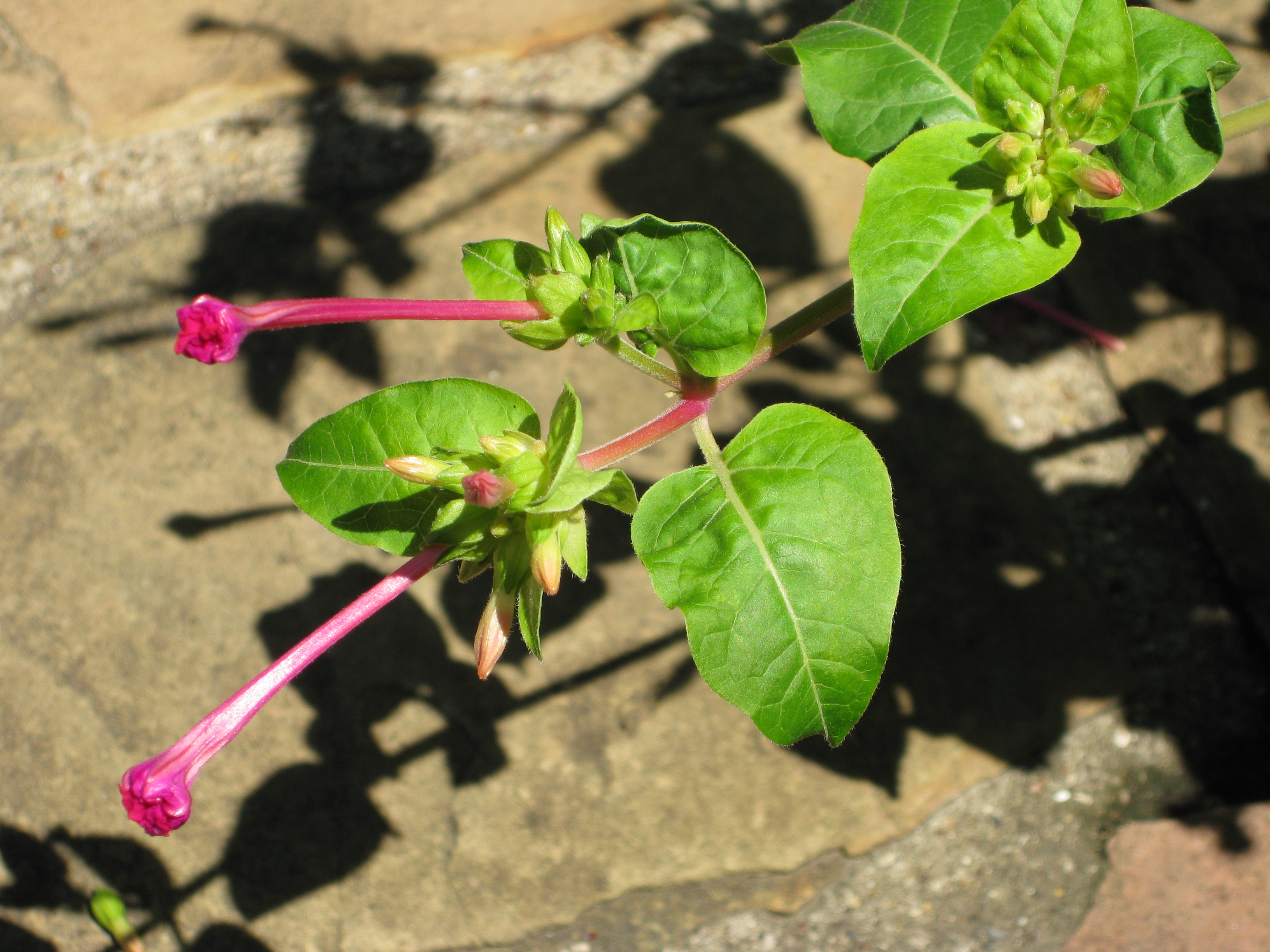
Gałązka z pąkiem kwiatowym
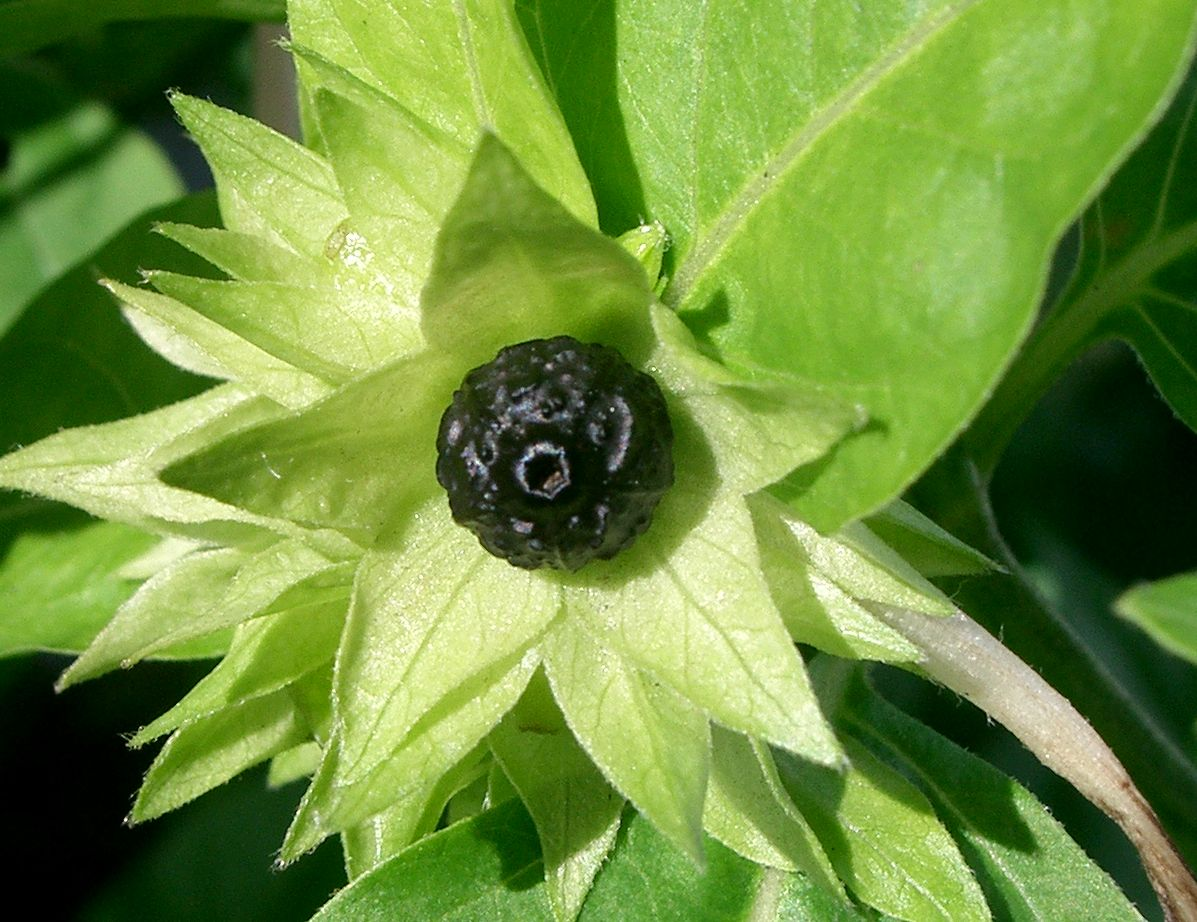
Dojrzały owoc – orzech
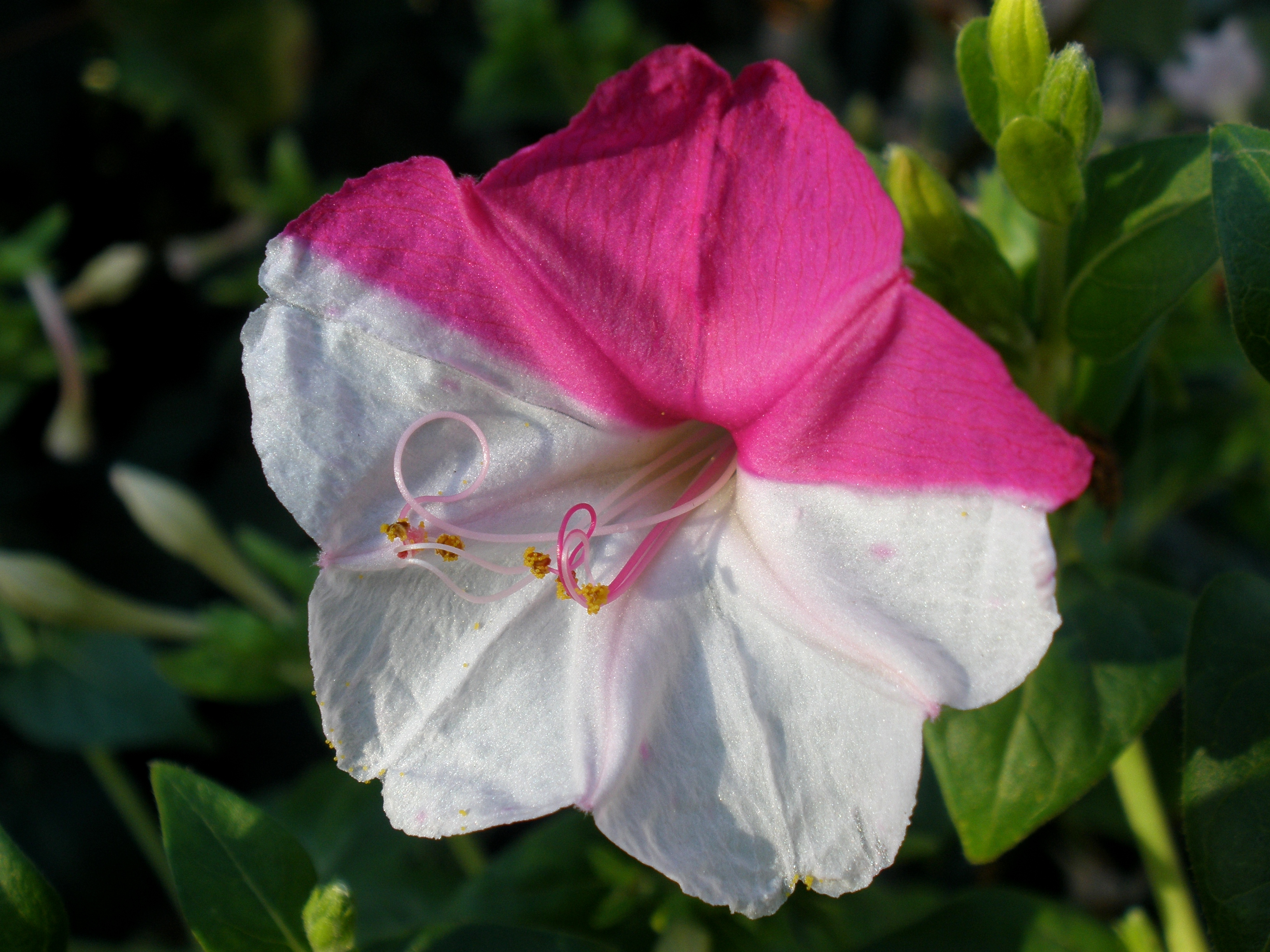
Dwubarwny kwiat
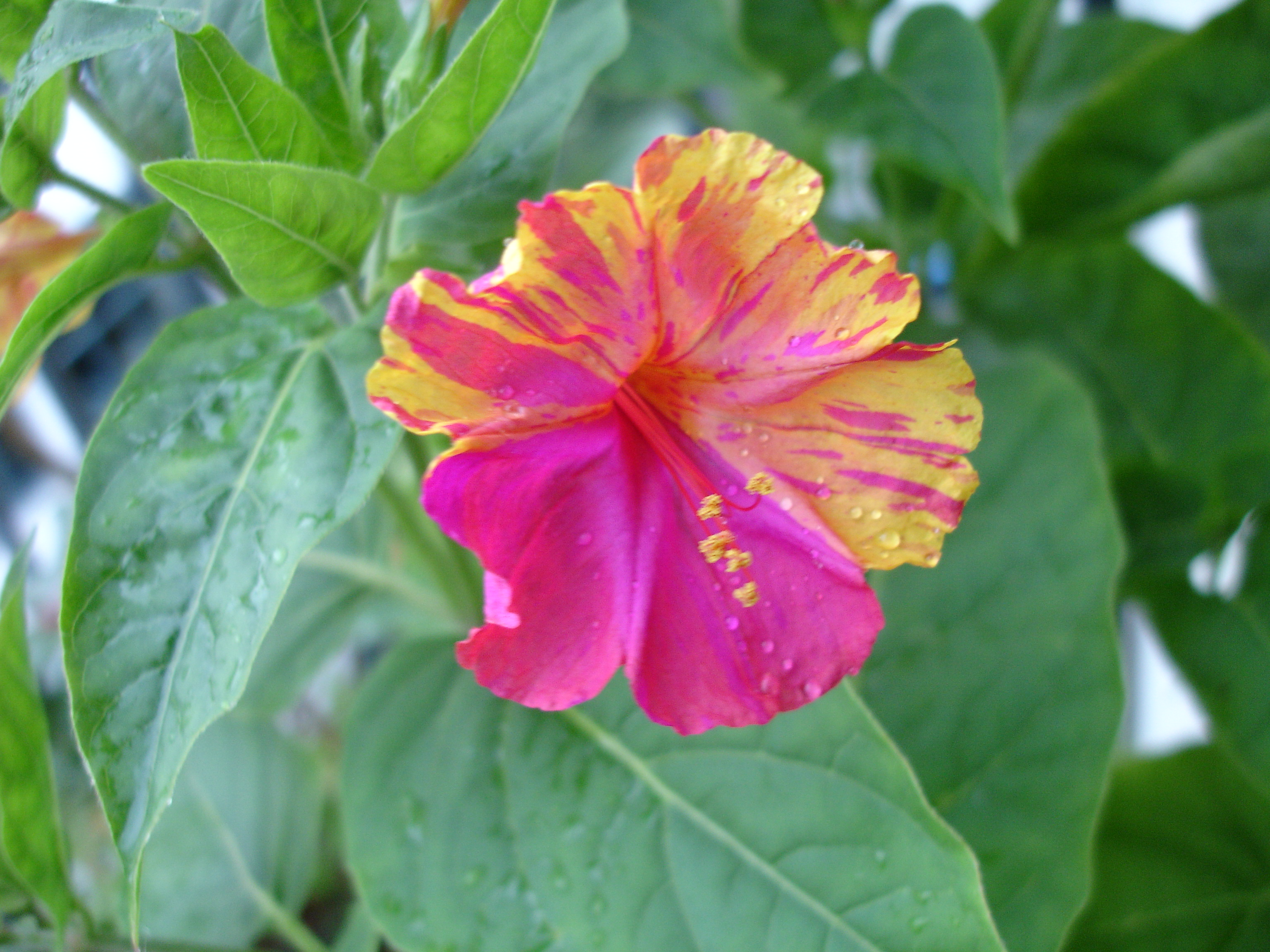
Przykład innej kolorystyki kwiatów